# Michael Baur
Michael Baur (Innsbruck, 16 april 1969) is een voormalig Oostenrijks voetballer, die na zijn actieve loopbaan het trainersvak instapte.

## Clubcarrière
Baur speelde tussen 1989 en 2009 voor Tirol Innsbruck, Urawa Red Diamonds, Hamburger SV, SV Pasching en LASK Linz.

## Oostenrijks voetbalelftal
Onder leiding van bondscoach Josef Hickersberger debuteerde Baur op 30 mei 1990 in het Oostenrijks nationaal elftal in de vriendschappelijke wedstrijd tegen Nederland (3-2). Hij viel na 45 minuten in voor Kurt Russ. Baur speelde in totaal 40 interlands, waarin hij 5 keer scoorde.